# ラオス人民民主共和国主席
ラオス人民民主共和国主席（ラオスじんみんみんしゅきょうわこくしゅせき、ラーオ語: ປະທານປະເທດ ແຫ່ງ ສປປ ລາວ）は、ラオス人民民主共和国の元首。略称、国家主席。英語表記が「President of the Lao People's Democratic Republic」であることから大統領と呼ばれることも多い。

## 概要
1975年12月1日から12月2日にかけて開催された全国人民代表者大会において、ラオスは王政を廃止し、ラオス人民民主共和国の建国が宣言された。同大会の決議により、国家主席職が設置され、国家元首と規定された。初代国家主席にはネーオ・ラーオ・ハクサートの議長でラオス人民革命党政治局員のスパーヌウォンが就任した。
国家主席は元首としてラオス人民民主共和国を代表するが、具体的な行政は首相が執行する。また、ラオスはラオス人民革命党による一党独裁体制をとっているため、人民革命党の党首である書記長が事実上のラオスの最高指導者となる。ゆえに建国当初の国家主席は儀礼的・名誉職的な存在であり、国家の最高権力者は党書記長兼首相のカイソーン・ポムウィハーンであった。
1991年に同国初の憲法が制定されたことにより、具体的な行政を首相が執行する状況は変わらないものの、国家主席の権能が強化されて政治的な実権を有するようになると、党議長のカイソーン・ポムウィハーンが国家主席を兼任した。カイソーンが1992年に死去すると、一時期は党議長と国家主席は分離したものの、カイソーンの後を継いで党議長に就任していたカムタイ・シーパンドーンが1998年に国家主席を兼任して以降、ラオス人民革命党の最高指導者が国家主席を兼任して党・国家・軍の三権を集中させている。

## 選出・任期
2003年の改正憲法によれば、国家主席は国民議会常務委員会の提言に基づき、国民議会において選任および解任される。国家主席の選出には国民議会の出席議員の3分の2以上の議決が必要である。任期については、建国当初、明文の規定はなかったが、1991年憲法の第54条により任期は5年とされた。2003年の改正憲法第66条では「国民議会の存続期間と同一」（つまり5年）と規定されている。

## 職権
現行の2003年改正憲法における国家主席の職権は以下の通り。
1. 憲法および法律を公布する。
2. 国民議会常務委員会の提言に基づき、国家主席令および国家主席布告を発布する。
3. 首相の選任または解任を国民議会に提案する。
4. 国民議会の決議に基づき、首相および大臣の任免・異動を行う。
5. 最高人民裁判所長官の提言に基づき、最高人民裁判所副長官の任免を行う[注 3]。
6. 最高人民検察院長官の提言に基づき、最高人民検察院副長官の任免を行う[注 3]。
7. 首相の提言に基づき、各県の知事および各市の市長を任免する。
8. ラオス人民軍の長を務める。
9. 首相の提言に基づき、軍および治安部隊の長の昇格または降格を決定する。
10. 必要に応じて政府会議の議長を務める。
11. 国家黄金勲章、功績勲章、勝利勲章及び国家最高名誉称号の授与を決定する。
12. 恩赦を与える。
13. 総動員令もしくは部分動員令を発令し、全国もしくは一部地域の非常事態を宣言する。
14. 外国との条約、協定の批准または破棄を公布する。
15. ラオス人民民主共和国の外国駐在全権代表者（特命全権大使）の任命および召還を行い、外国の全権代表者を接受する。
16. 法律案を国民議会に提案する。
17. 国民議会が採択した法律について、採択後30日以内であれば、法律の再審議を国民議会に求めることができる[注 4]。

## 主席の一覧
| 代  | 主席                                                          | 主席                     | 所属政党         | 期                           | 在任期間                       | 在任期間     | 備考                | 首相                       | 首相                         |
| --- | ------------------------------------------------------------- | ------------------------ | ---------------- | ---------------------------- | ------------------------------ | ------------ | ------------------- | -------------------------- | ---------------------------- |
| 01  | スパーヌウォン ສຸພານຸວົງ Souphanouvong                           |                          | ラオス人民革命党 | 1                            | 1975年12月2日 - 1991年8月15日  | 15年 + 256日 |                     |                            | カイソーン・ポムウィハーン   |
| 0－ | プーミ・ウォンウィチット ພູມີ ວົງວິຈິດ Phoumi Vongvichit           |                          | ラオス人民革命党 | 1                            | 1986年10月31日 - 1991年8月15日 | 4年 + 288日  | 主席代行 （副首相） |                            | カイソーン・ポムウィハーン   |
| 02  | カイソーン・ポムウィハーン ໄກສອນ ພົມວິຫານ Kaysone Phomvihane    |                          | ラオス人民革命党 | 2                            | 1991年8月15日 - 1992年11月21日 | 1年 + 98日   | 在任中に死去        |                            | カムタイ・シーパンドーン     |
| 03  | ヌーハック・プームサワン ໜູຮັກ ພູມສະຫວັນ Nouhak Phoumsavanh       |                          | ラオス人民革命党 | 3                            | 1992年11月25日 - 1998年2月24日 | 5年 + 91日   |                     |                            | カムタイ・シーパンドーン     |
| 04  | カムタイ・シーパンドーン ຄຳໄຕ ສີພັນດອນ Khamtai Siphandon        |                          | ラオス人民革命党 | 4                            | 1998年2月24日 - 2001年3月27日  | 8年 + 104日  |                     |                            | シーサワット・ケーオブンパン |
| 04  | カムタイ・シーパンドーン ຄຳໄຕ ສີພັນດອນ Khamtai Siphandon        | 5                        | ラオス人民革命党 | 2001年3月27日 - 2006年6月8日 |                                | 8年 + 104日  |                     | ブンニャン・ウォーラチット |                              |
| 05  | チュンマリー・サイニャソーン ຈູມມະລີ ໄຊຍະສອນ Choummaly Sayasone |                          | ラオス人民革命党 | 6                            | 2006年6月8日 - 2011年          | 9年 + 317日  |                     |                            | ブアソーン・ブッパーヴァン   |
| 05  | チュンマリー・サイニャソーン ຈູມມະລີ ໄຊຍະສອນ Choummaly Sayasone | トーンシン・タムマヴォン | ラオス人民革命党 | 6                            | 2006年6月8日 - 2011年          | 9年 + 317日  |                     |                            |                              |
| 05  | チュンマリー・サイニャソーン ຈູມມະລີ ໄຊຍະສອນ Choummaly Sayasone | 7                        | ラオス人民革命党 | 2011年 - 2016年4月20日       |                                | 9年 + 317日  |                     |                            |                              |
| 06  | ブンニャン・ウォーラチット ບຸນຍັງ ວໍລະຈິດ Bounnyang Vorachit      |                          | ラオス人民革命党 | 8                            | 2016年4月20日 - 2021年3月22日  | 4年 + 336日  |                     |                            | トーンルン・シースリット     |
| 07  | トーンルン・シースリット ທອງລຸນ ສີສຸລິດ Thongloun Sisoulith       |                          | ラオス人民革命党 | 9                            | 2021年3月22日 - （現職）       | 4年 + 35日   |                     |                            | パンカム・ヴィパワン         |

## 国家副主席
国家主席を補佐する官職として、1996年に設置。国家主席から委任された職務を執行する。国家主席を欠くときは国家主席代理となる。なお、国家副主席は国民議会において、出席議員の過半数の賛成により選任される。

### 副主席の一覧
| 代                  | 主席                                                               | 主席 | 所属政党         | 在任期間                      | 在任期間 | 備考                         |
| ------------------- | ------------------------------------------------------------------ | ---- | ---------------- | ----------------------------- | -------- | ---------------------------- |
| 01                  | シーサワット・ケーオブンパン ສີສະຫວາດ ແກ້ວບຸນພັນ Sisavath Keobounphanh |      | ラオス人民革命党 | 1996年6月 - 1998年2月24日     |          | ヌーハック・プームサワン     |
| 02                  | オウドム・ハティグナ ອຸດົມ ຂັດຕິຍະ Oudom Khattigna                     |      | ラオス人民革命党 | 1998年 - 1999年               |          | カムタイ・シーパンドーン     |
| 不在(1999年-2001年) |                                                                    |      |                  |                               |          |                              |
| 03                  | チュンマリー・サイニャーソン ຈູມມະລີ ໄຊຍະສອນ Choummaly Sayasone      |      | ラオス人民革命党 | 2001年3月27日 - 2006年6月8日  |          | カムタイ・シーパンドーン     |
| 04                  | ブンニャン・ウォーラチット ບຸນຍັງ ວໍລະຈິດ Bounnyang Vorachit           |      | ラオス人民革命党 | 2006年6月8日 - 2006年4月20日  |          | チュンマリー・サイニャソーン |
| 05                  | パンカム・ヴィパワン ພັນຄຳ ວິພາວັນ Phankham Viphavanh                 |      | ラオス人民革命党 | 2016年4月20日 - 2021年3月22日 |          | ブンニャン・ウォーラチット   |
| 06                  | ブントング・チットマニー ບຸນທອງ ຈິດມະນີ Bounthong Chitmany            |      | ラオス人民革命党 | 2021年3月22日 - (現職)        |          | トーンルン・シースリット     |
| 06                  | パニー・ヤートートゥー ປານີ ຍາທໍ່ຕູ້ Pany Yathortu                      |      | ラオス人民革命党 | 2021年3月22日 - (現職)        |          | トーンルン・シースリット     |